# Timely Comics
Timely Comics fu una casa editrice di fumetti statunitense fondata a New York nel 1939 da Martin Goodman. Successivamente cambiò il nome in Atlas Comics e, infine, in Marvel Comics. Dalla sede originale nel McGraw-Hill Building al 330 di West 42nd Street, nel 1942 si trasferì al 14º piano dell'Empire State Building, dove rimase fino al 1951.

## Storia

### I primi passi
Alla fine degli anni trenta, Martin Goodman, proprietario della Red Circle, casa editrice che pubblicava le riviste pulp, stava cercando di individuare nuove strade nel mercato del fumetto. Tra le sue pubblicazioni più popolari c'erano: Complete Western Book, Star Detective, Uncanny Stories, Ka-Zar, Mystery Tales, Marvel Science Stories e Astounding Science Fiction. Decisivo fu il suo incontro con la Funnies Incorporated, una agenzia di creativi che ideavano e realizzavano storie a fumetti per le maggiori case editrici. Molti dei componenti della Funnies, Inc. provenivano dalla Centaur Publishing ed erano in cerca di affermazione professionale: Lloyd Jacquet (art director della Centaur), Ray Gill e John Compton (autori), Bill Everett, Carl Burgos, Paul Gustavson e Ben Thompson (disegnatori). Insieme a loro c'erano anche: John Mahon (editore), Jim Fitzsimmons (business manager) e Frank Torpey (venditore).
Goodman commissionò alla Funnies, Inc. la realizzazione di una serie di storie che proponessero ai lettori nuovi eroi e nell'ottobre del 1939 uscì la prima pubblicazione della neonata Timely: Marvel Comics n. 1. I protagonisti delle storie del fascicolo erano destinati ad avere un successo notevole negli anni a seguire: Angelo (creato da Paul Gustavson), la Torcia Umana (creato da Carl Burgos), Sub-Mariner (creato da Bill Everett, originariamente per Motion Picture Funnies Weekly, una rivista distribuita gratuitamente nelle sale cinematografiche), Ka-Zar il grande (ripreso dalle precedenti riviste di Goodman), Jungle Terror (nessun personaggio protagonista) e Masked Raider, creato da Al Anders.
La serie ottenne un notevole successo e Goodman decise di proseguire la collana, cambiandone però il titolo in Marvel Mystery Comics. Egli commissionò nuove storie alla Funnies, Inc. e decise anche di assumere stabilmente dei creativi per lavorare su questa collana ma anche su altre iniziative. Il primo ad essere assunto fu Joe Simon, autore, disegnatore e anche editor, proveniente dalla Funnies, Inc., per la quale aveva creato personaggi come Fiery Mask e Blue Bolt.
Quattro personaggi comparvero in tutti i numeri: Torcia Umana, Sub-Mariner, l'Angelo e Ka-Zar il grande. Accanto a questi molti altri comparvero più o meno saltuariamente.
La collana continuò a riscuotere consensi tra i lettori e nel gennaio 1940 fu lanciata una nuova serie: Daring Mystery Comics. Questa collana si segnalò subito per la mancanza di personaggi fissi, anzi alcuni comparvero una volta sola e non furono più ripresi. Per esempio, nel n. 1 furono introdotti Fiery Mask, Monako, John Steele, Doc Doyle, Flash Foster e Bareny Mullen; nel n. 2 the Phantom Bullet, the Laughing Mask, Mr.E, Trojak the Tiger Man, Zephyr Jones, K-4 and his Sky Devils; nel n. 3 the Phantom Reporter, Dale of the FBI, Breeze Barton, Captain Strong, Marvex the Super-Robot e the Purple Mask. Proprio la mancata fidelizzazione dei lettori ai personaggi fu probabilmente una delle cause dello scarso successo registrato da Daring Mystery Comics, tanto che la collana fu cancellata dopo il n. 8.
Nello stesso periodo Goodman lanciò anche un terzo titolo: Mystic Comics. L'opera presentava personaggi per la maggior parte mediocri e scontati, molti dei quali (analogamente a quanto accadeva per Daring Mystery Comics) non furono utilizzati che per un unico numero. Anche lo staff creativo cambiava continuamente e quindi la collana non riuscì a un proprio stile artistico univoco.
Per cercare di ritrovare il favore del pubblico, nell'agosto del 1940 Goodman pubblicò il primo numero di una nuova serie: Red Raven Comics. Quest'opera, per la quale lavorarono anche Joe Simon e Jack Kirby (agli inizi della loro carriera), nonché Louis Cazeneuze e Dick Briefer, si rivelò di qualità spesso scadente. Tra i personaggi meglio riusciti c'erano: Corvo Rosso, Mercury e Comet Pierce. La collana fu un insuccesso e venne cancellata subito dopo il n. 1.

### La conquista del mercato
A questo punto Goodman aveva davvero bisogno di un espediente che risollevasse le vendite, visto che l'unica collana di successo nell'estate del 1940 era Marvel Mystery Comics. Furono Bill Everett e Carl Burgos a escogitare un'idea assolutamente innovativa per l'epoca: realizzare una storia cross-over che vedesse contrapposti i loro due personaggi di maggior successo, Torcia Umana e Sub-Mariner. Affiancati dagli autori John Compton e Hank Chapman, Everett e Burgos svilupparono la trama in tre numeri (nn. 8-10). Lo scontro si concluse con un pareggio, soluzione che servì a soddisfare, oltre che i due artisti, anche i fan di ciascuno dei due eroi. L'iniziativa ebbe un grandissimo successo di pubblico e le vendite di Marvel Mystery Comics aumentarono notevolmente.
Avendo ormai riunito uno staff di primo piano, intorno a Joe Simon, nell'estate del 1940 Goodman interruppe la collaborazione con la Funnies Inc. e riuscì anche ad acquisire i diritti sui personaggi creati dall'agenzia.
Nell'autunno del 1940, Goodman decise di sfruttare la popolarità della Torcia Umana e di pubblicare una nuova collana interamente dedicata a questo personaggio: nacque così Human Torch Comics. Il primo numero a comparire fu il n. 2, in quanto la serie proseguiva la numerazione da Red Raven Comics n. 1. Nel primo numero fu introdotta la figura di Toro, la spalla della Torcia Umana, che fu ben accolto dai lettori. Fra gli altri personaggi ad apparire nella collana, c'erano anche Sub-Mariner, Falcon, Fiery Mask, Mantor the Magician.
Alla fine del 1940 la Timely Comics era comunque ancora lontana dai successi delle sue tre principali concorrenti, Quality Comics, DC Comics, e Fawcett Publishing. Goodman decise quindi di investire nella creazione di nuovi supereroi ed affidò il compito a Joe Simon e Jack Kirby, che avevano già collaborato in Red Raven n. 1. Essendo ormai nomi di primo piano nel settore, i due riuscirono ad ottenere un contratto molto favorevole, che garantiva a Simon il 15% sulle vendite a e Kirby il 10%. In quel periodo l'America era molto colpita dalle notizie provenienti dall'Europa, sulla guerra e sui crimini nazisti, soprattutto contro gli ebrei (la comunità ebraica era molto nutrita negli Stati Uniti). Il dibattito fra coloro che sostenevano la necessità di un intervento delle truppe americane e coloro che invece ritenevano meglio mantenersi neutrali era molto acceso.
Ovunque, sui giornali, alla radio, nei libri e anche nei fumetti si dava spazio a questi temi. Per esempio contro i nazisti si scontrarono Marvel Boy in Daring Mystery Comics n. 6 (settembre 1940) – dove il nome di Hitler venne storpiato in “Hiller” per evitare problemi legali –, e la Torcia Umana e il Sub-Mariner in Marvel Mystery Comics n. 17 (marzo 1941). Il nuovo personaggio di Simon e Kirby nacque proprio da questo clima generale: Capitan America, l'eroe patriottico. Captain America Comics n. 1 uscì alla fine del 1940 (data di copertina marzo 1941) ed ottenne un successo strepitoso, raggiungendo quasi un milione di copie vendute. L'editore MLJ minacciò però di intentare una causa contro la Timely, ravvisando troppe somiglianze tra il personaggio di Capitan America e il suo Shield (per esempio, entrambi avevano uno scudo triangolare). Goodman preferì non arrivare in tribunale e accordarsi con John Goldwater (editore dei fumetti MLJ): lo scudo di Capitan America divenne quindi rotondo.
Per sfruttare il successo ottenuto fra i lettori, la Timely lanciò una nuova collana chiamata USA Comics che proponeva due eroi chiaramente ispirati a Capitan America: Defender (affiancato da Rusty) - che però comparve solo in quattro numeri in quanto le storie, mediocri e prive di inventiva, non riuscirono a catturare il pubblico, e Mr Liberty (rinominato Major Liberty il numero successivo), che era in grado di evocare in proprio aiuto fantasmi degli eroi della Rivoluzione Americana (anche il suo costume richiamava esplicitamente quel contesto). Anche questa collana finì col caratterizzarsi, però, per il moltiplicarsi dei personaggi (per esempio Rockman, creato da Basil Wolverton, e Trottola, creato da Al Avison) e non ottenne riscontri favorevoli dai lettori. Per risollevare le sorti della serie, dal n. 6 fu dato sempre più spazio a Capitan America e Destroyer, i più apprezzati dal pubblico. Fu poi la volta dell'uscita del volume Sub-Mariner Comics n. 1, incentrato sul personaggio di Namor. L'unico altro protagonista a comparire fu l’Angelo (con una storia a lui dedicata, ogni due di Namor). Con il moltiplicarsi delle pubblicazioni, lo staff della Timely andò aumentando: si unì al gruppo, fra gli altri, il nipote di Goodman, Stanley Lieber, a cui fu affidata una storia in Captain America Comics n. 3 e che divenne poi universalmente noto con lo pseudonimo di Stan Lee.
Nell'estate del 1941 le migliori firme della Timely cominciarono a ideare un'ulteriore serie, All-Winners Comics (originariamente il titolo pensato era All-Aces Comics), che doveva riproporre i personaggi più amati della casa editrice. Il n. 1 conteneva storie di Capitan America, Torcia Umana, Sub-Mariner, Destroyer e Trottola, oltre al misconosciuto Black Marvel, a cui fu anche stranamente dedicata la copertina.
Per richiamare il pubblico dei teenager (tradotto in italiano: giovani, ragazzi) fu dato maggior spazio ai personaggi più giovani: Simon e Kirby crearono le Sentinelle della Libertà, una squadra di adolescenti guidati da Bucky. L'idea ottenne un enorme successo e di lì a poco uscì la serie Young Allies n. 1, che aveva come protagonisti Bucky, Toro e una gang di ragazzini di New York. La novità che contraddistingueva queste storie da quelle simili delle altre case editrici era che Kirby e Simon non inserirono un supereroe adulto a proteggere il gruppo: i supereroi ne erano anch'essi membri. L'ottima accoglienza riservata a questa collana decretò l'affermazione del genere delle kid gangs. Meno fortunato fu però Tough Kid Squad, creato sempre da Simon e Kirby, che uscì nel marzo del 1942 ma fu cancellato dopo solo un numero.
Questo fu l'ultimo lavoro di Simon e Kirby per la Timely, in quanto non erano soddisfatti economicamente e trovavano ormai difficile gestire la mole di lavoro che veniva loro affidata. La frattura avvenne quando Morris Coyn, contabile della Timely, ma al contempo azionista della MLJ, informò i due che Goodman li stava imbrogliando, dando loro meno di quanto dovuto come percentuale sulle vendite di Capitan America. Kirby e Simon contattarono allora la National Comics, che offrì loro il doppio dello stipendio (500 dollari alla settimana). Inizialmente i due, pur continuando a lavorare alla Timely di giorno, cominciarono a creare fumetti per la National di notte. Furono però scoperti da Stan Lee e licenziati. Per la National diedero vita a personaggi memorabili come Guardian (Jim Harper), Sandman, Newsboy Legion e Boy Commandos. Lee divenne il nuovo art director della Timely.

### La Seconda guerra mondiale

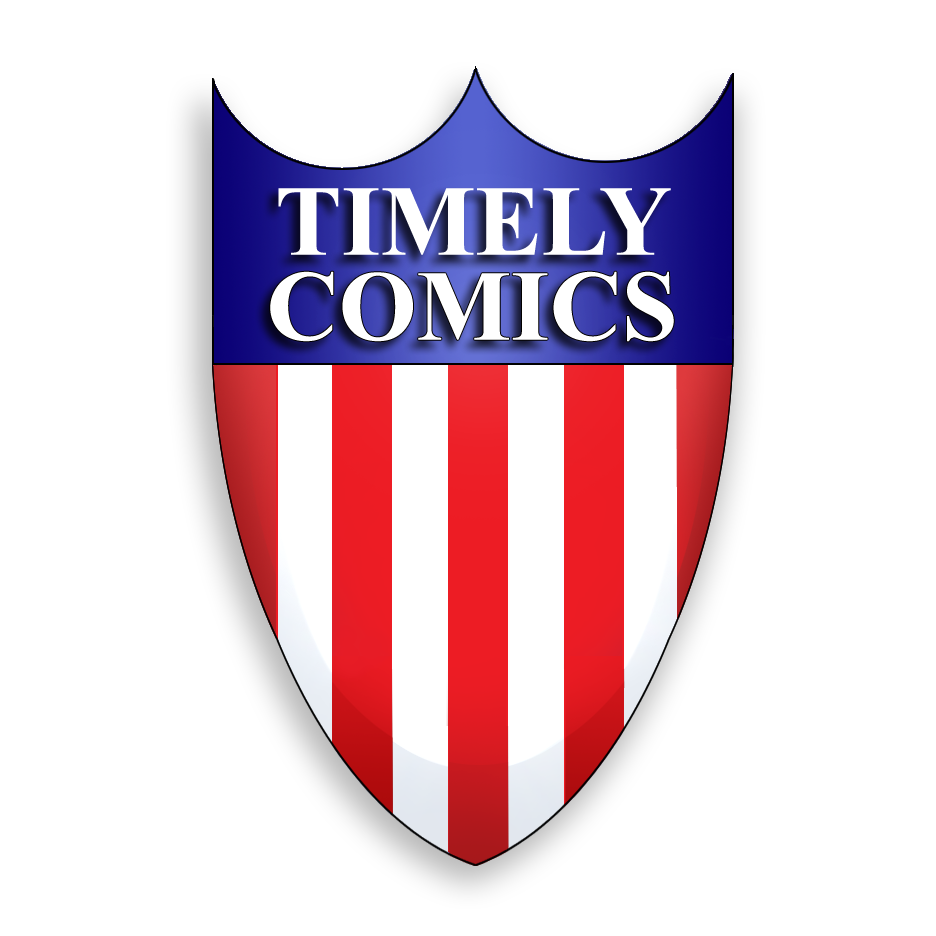

L'attacco giapponese a Pearl Harbor il 7 dicembre 1941 segnò l'entrata in guerra degli Stati Uniti. All'inizio del 1942, quindi, molti dipendenti della Timely, fra cui Joe Simon, Jack Kirby, Bill Everett, Carl Burgos e Stan Lee, partirono per il fronte e Goodman fu costretto a contare su altri nomi (come Otto Binder, Will Woolfolk, Alex Schomburg, Syd Shores, e Mike Sekowsky). Nelle storie dei supereroi, inoltre, sempre più frequentemente gli acerrimi nemici dei supereroi erano giapponesi, oltre ovviamente ai nazisti (per esempio in Captain America Comics n. 13, il primo numero realizzato dopo Pearl Harbor).
Analogamente a quanto stava facendo la Dell Publishing, che adattava al mondo dei fumetti i personaggi dei cartoni animati Disney, Goodman decise di rivolgersi al mercato umoristico, con un ottimo riscontro da parte dei lettori. Il nuovo editor, che sostituì Lee, era Vince Fargo, specializzato proprio in fumetti divertenti sugli animali. Furono così pubblicati nel corso del 1942:
- Joker Comics: tra coloro che collaborarono alla serie spiccano Harvey Kurtzman e Basil Wolverton, che creò diversi personaggi, come Powerhouse Pepper, Tessie the Typist e Millie the Model e riprese quello di Stuporman (una parodia di Superman), apparso inizialmente in Daring Mystery);
- Comedy Comics: inizialmente ancora popolato da supereroi, piegò poi verso l'umorismo puro, con personaggi come Super Rabbit (che fece la prima comparsa nel n. 14), il quale, essendo molto amato dai lettori, fu poi ripreso in quasi tutte le collane Timely dedicate agli animali. Anche in questa serie si ritrova la firma di Kurtzman;
- Krazy Komics: vi comparivano personaggi come Toughy Tomcat, Silly Seal e Ziggy Pig. Una curiosità: l'intero staff della Timely si ritrasse in una storia (come già avevano fatto Bill Everett e Carl Burgos in Marvel Mystery, ed Everett, Burgos, Martin Goodman e la Funnies, Inc. in Marvel Mystery Comics);
- Terry-Toons Comics : proponeva storie di Gandy Goose e Sour-Puss, già utilizzati nei cartoni animati. Negli anni a questi andarono poi ad aggiungersi altri personaggi non originali. Nello stesso periodo fu rinnovato anche il logo della Timely: uno scudo rosso, bianco e blu (un esplicito richiamo ai colori della bandiera americana).

Nell'agosto 1942 Mystic Comics fu cancellato a causa delle scarse vendite. Personaggi come Challenger, Destroyer, Witness, Davey and the Demon, Black Marvel e Blazing Skull non furono sufficienti a sostenere la serie, che già l'anno precedente aveva subito una interruzione di sette mesi nella pubblicazione (fra il n. 5 e il n. 6). Alla fine del 1942 la Timely ripresentò una raccolta di strisce a fumetti realizzate da Tarpe Mills per un quotidiano domenicale, incentrate su una figura femminile, Miss Fury (originalmente: Black Fury), una delle prime eroine mascherate.
A questa fece seguito una nuova collana per i lettori più giovani intitolata Kid Komics. Il n. 1 (datato febbraio 1943) proponeva due personaggi già comparsi in Young Allies, Knuckles e Whitewash Jones, e disegni di Wolverton. Vi fecero inoltre la prima comparsa, realizzati da Syd Shores, Captain Wonder e la sua spalla Tim (chiaramente ispirati a Capitan America e Bucky). Fu anche introdotto per la prima volta Subbie, la spalla di Sub-Mariner. Si unirono al gruppo nel n. 2 gli altri Young Allies (Bucky, Toro e Tubby) e, col susseguirsi delle uscite, ancora altri personaggi, sia ragazzini (i Daredevils, Red Hawk, Tommy Tyme) sia supereroi (Visione, Destroyer, Trottola). Nonostante tutto, però, la serie non registrò buone vendite e fu cancellata dopo il n. 10 (primavera 1946).
Nell'estate del 1943 furono lanciati due nuovi volumi:
- All-Surprise, che si inseriva nella linea dei fumetti divertenti sugli animali (vi comparivano i già rodati Super Rabbit, Gandy e Sourpuss);
- All-Select Comics, che riproponeva per l'ennesima volta i più noti supereroi Capitan America, Torcia Umana originale e il Sub-Mariner, affiancati in un secondo momento da Trottola e Destroyer. Le prime dieci copertine furono realizzate da Alex Schomburg. A partire dal n. 12 la serie cambiò titolo in Blonde Phantom, un personaggio che aveva fatto la comparsa nel n. 11, insieme a Miss America.

Nel biennio 1943-1944 la Timely, per far fronte alle ristrettezze imposte dalla guerra (e dal razionamento della carta), abbandonò molte delle riviste pulp che ormai non riscuotevano più grande successo e si concentrò invece sui più redditizi fumetti, lanciando ben 11 nuove collane: Tessie the Typist (con disegni di Wolverton e Kurtzman), Funny Tunes, Amazing Comics (rinominato Complete Comics dal n.2 e interrotto subito dopo), Comic Capers, Ideal Comics, Super Rabbit, Ziggy Pig-Silly Seal Comics (le storie divertenti con personaggi animali erano più convenienti, perché lo staff riceveva compensi inferiori), Daring Comics (che si inseriva sulla scia di Daring Mystery), Gay Comics (anche questo con disegni di Wolverton e Kurtzman), Mystic Comics (seconda serie) (che riproponeva molti dei supereroi più famosi) e Miss America Comics, che ottenne un successo notevole tra le ragazze.
Dopo aver cambiato il titolo in Miss America Magazine, il periodico abbandonò i caratteri tipici delle storie di supereroi per dare più spazio a temi vicini al mondo delle lettrici: la moda, il cinema, ecc.). Sull'onda delle ottime vendite registrate da Miss America Magazines, nel 1945 furono pubblicati altri volumi indirizzati al mercato delle adolescenti: Patsy Walker, Millie the Model, e Nellie the Nurse. Nello stesso anno uscì anche Animated Movie-Tunes (in tutto due numeri), che riproponeva ancora Super Rabbit, Ziggy Pig, e Silly Seal. Si trattava davvero di quella che fu definita Golden Age dei Fumetti: il mercato si era aperto a tutte le possibili tipologie di pubblico. Il Governo inviava addirittura gli albi oltreoceano per i soldati americani al fronte, che ne comperavano tantissimi. Nel 1944 fu anche realizzato un serial cinematografico su Capitan America, prodotto dalla Republic Pictures, che però non si mantenne molto fedele alla storia originale.

### Il tramonto
Alla fine della guerra le vendite di fumetti di supereroi crollarono. Da un lato le famiglie preferivano utilizzare i soldi per la casa piuttosto che per i fumetti, dall'altro lato con la sconfitta di nazisti e giapponesi, le storie dei supereroi patriottici non erano più sentite attuali. La nuova frontiera era il crimine cittadino quotidiano. I lettori chiedevano maggior realismo (parallelamente a quanto accadeva nella narrativa e al cinema).
Stan Lee riprese il suo posto alla Timely come editor. Nel tentativo di risollevare le vendite (e probabilmente in risposta alla Justice Society of America della DC Comics) fu creata la All-Winners Squad, che riproponeva Capitan America e Bucky, Torcia Umana e Toro, Sub-Mariner, Miss America e Trottola. La All-Winners Squad fece però solo due apparizioni e la collana All-Winners Comics fu trasformata in All-Teen nel 1947.
La seconda metà degli anni quaranta, d'altronde, vide la chiusura di molte collane dedicate a supereroi, ormai abbandonate dai lettori: USA Comics nel 1945, Miss Fury e Young Allies nel 1946. Ma anche quelle che riuscirono a proseguire, registrarono un drastico calo nelle vendite.
Goodman puntò sempre di più sulla diversificazione della produzione, in direzioni maggiormente in linea con il mercato, abbracciando generi quali il western, il crimine, l'orrore, il fantasy, le storie di animali, la fantascienza, il romanticismo, l'umorismo, l'avventura. La casa editrice cambiò persino nome diventando Atlas Comics nel 1951.

### Atlas Comics
L'Atlas Comics ebbe inizio nel 1950, come prosecuzione della Timely Comics fondata, come quest'ultima,  da Martin Goodman.